# Mylavaram, Kadapa
Mylavaram là một mandal thuộc huyện Kadapa district, bang Andhra Pradesh, Ấn Độ.